# Алиса од Батенберга
Принцеза Алиса од Батенберга (енгл. Princess Alice of Battenberg; Виндзор, 25. фебруар 1885 — Лондон, 5. децембар 1969) била је мајка принца Филипа, војводе од Единбурга, свекрва краљице Елизабете II и бака по оцу краља Чарлса III. Након што се 1903. удала за грчко-данског принца Андреја, усвојила је титулу по свом мужу, поставши принцеза Андреј од Грчке и Данске.
Као праунука краљице Викторије, рођена је у замку Виндзор, а одрасла је у Уједињеном Краљевству, Немачкој и на Малти. По рођењу принцеза од Батенберга, припадала је морганатској грани владарске куће Хесен - Дармштата. Била је глува од рођења. Живела је у Грчкој до 1917. и изгнанства већег дела грчке краљевске породице. Неколико година касније, по повратку у Грчку, њен муж је делимично окривљен за пораз земље у грчко-турском рату (1919–1922), а породица је поново била принуђена на изгнанство, до обнове грчке монархије 1935. године.
Године 1930. принцези је дијагностификована шизофренија, после чега је смештена у санаторијум у Швајцарској. Након овога је живела одвојено од мужа. По опоравку, највећи део својих преосталих година посветила је добротворном раду у Грчкој. Остала је у Атини током Другог светског рата, пружајући склониште јеврејским избеглицама, због чега је проглашена за Праведницу међу народима од стране Јад Вашема, израелске меморијалне институције холокауста. После рата, остала је у Грчкој и основала грчки православни сестарски ред монахиња познат као Хришћанско сестринство Марте и Марије.
Након пада грчког краља Константина II и наметања војне власти у Грчкој 1967, принцезу Алису су позвали да живи у Бакингемској палати у Лондону, где је умрла две године касније. Године 1988. њени остаци су пренети из гробнице из њеног родног места, замка Виндзор, у цркву Марије Магдалене у истоименом руском православном манастиру на Маслиновој гори у Јерусалиму.
Две њене унуке су се удале у династију Карађорђевић.

## Рани живот
Алиса је рођена у Соби таписерија у замку Виндзор у Беркширу, у присуству своје прабаке краљице Викторије. Била је најстарије дете принца Лудвига од Батенберга и његове супруге, принцезе Викторије од Хесена и Рајне. Њена мајка је била најстарија ћерка Лудвига IV, великог војводе од Хесена, и принцезе Алисе од Уједињеног Краљевства, краљичине друге ћерке. Њен отац је био најстарији син принца Александра од Хесена и Рајне из његовог морганатски брак са грофицом Јулијом Хауке, коју је Лудвиг III, велики војвода од Хесена, прогласио принцезом од Батенберга 1858. године. Њена млађа браћа и сестра, Луиз, Џорџ и Луис, касније су постали краљица Шведске, маркиз од Милфорд Хејвена и гроф Маунтбатен од Бурме.
Алиса је крштена именом Викторија Алиса Елизабет Јулија Марија у Дармштату 25. априла 1885. године. Имала је шест кумова: три преживеле бабе и деда, великог војводу Лудвига IV од Хесена, принца Александра од Хесена и Рајне, и Јулију, принцезу од Батенберга; њена тетка по мајци велика кнегиња Јелисавета Фјодоровна од Русије; њена тетка по оцу, принцеза Марија од Ербах-Шенберга; и њена прабака по мајци краљица Викторија.
Алиса је провела детињство између Дармштата, Лондона, Југенхајма и Малте где је њен отац, морнарички официр, повремено био стациониран. Њена мајка је приметила да споро учи да говори и забринула се због њеног нејасног изговора. Њена баба, принцеза од Батенберга, идентификовала је проблем и одвела је код специјалисте за уши и Алиси је дијагностификована урођена глувоћа. Уз охрабрење своје мајке, Алиса је научила да чита са усана и да говори на енглеском и немачком. Приватно школована, учила је француски језик, а касније, после веридбе, научила је грчки. Њене прве године протекле су у друштву краљевских рођака, а била је деверуша на венчању принца Џорџа, војводе од Јорка и принцезе Марије од Тека, касније краља Џорџа V и краљице Марије 1893. године. Неколико недеља пре свог 16. рођендана, присуствовала је сахрани краљице Викторије у капели Светог Ђорђа у замку Виндзор, а недуго затим је потврђена у англиканској вери.

## Брак
Принцеза Алиса и принц Андреј од Грчке и Данске, четврти син грчког краља Ђорђа I и Олге Константиновне од Русије, упознали су се у Лондону, на крунисању краља Едварда VII, године 1902. Венчали су се на грађанској церемонији 6. октобра 1903. у Дармштату, а следећег дана су одржане две верске церемоније. Прво је уследило венчање у лутеранској цркви а затим у грчкој православној у Руској капели. Усвојила је титулу по свом мужу и постала принцеза Андреј. Младенци су били уско повезани са владајућим кућама Уједињеног Краљевства, Немачке, Русије, Данске и Грчке, а њихово венчање је било једно од већих окупљања потомака краљице Викторије и краља Кристијана IX одржаног пре Првог светског рата. Принц и принцеза имали су петоро деце: Маргариту, Теодору, Сесилију, Софију и Филипа.
Након њиховог венчања, принц Андреј је наставио своју војну каријеру, а принцеза се прикључила добротворним организацијама. Године 1908. посетила је Русију на венчању велике војвоткиње Марије од Русије и принца Вилијама од Шведске. Том приликом, разговарала је са својом тетком великом војвоткињом Јелисаветом Фјодоровном, која је формулисала планове за оснивање религиозног реда медицинских сестара. Принцеза је присуствовала полагању камена темељца за нову цркву своје тетке. Касније те године, Јелисавета је почела да поклања сву своју имовину у припреми за духовнији живот. По повратку у Грчку, принц и принцеза су затекли погоршану политичку ситуацију, након што је атинска влада одбила да подржи критски парламент, који је позвао на унију Крита (још увек номинално део Отоманског царства) са грчким копном. Група незадовољних официра формирала је грчку националистичку војну лигу која је на крају довела до оставке принца Андреја из војске и доласка на власт Елефтериоса Венизелоса.

## Сукцесивне животне кризе
Почетак Балканских ратова, принца Андреја је вратило у војску, а принцеза је радила као медицинска сестра, успостављајући пољске болнице и помажући у лечењу. За свој рад, краљ Џорџ V одликовао ју је Краљевским Црвеним крстом 1913. године. Током Првог светског рата, њен зет, краљ Константин I од Грчке, следио је политику неутралности упркос томе што је демократски изабрана влада Венизелоса подржавала савезнике. Принцеза и њена деца били су приморани да се склоне у подрум палате током француског бомбардовања Атине, 1. децембра 1916. године. До јуна 1917. године, краљева политика неутралности постала је толико неодржива да су она и други чланови грчке краљевске породице били приморани у изгнанство, након абдикације краља Константина. Наредних неколико година већина грчке краљевске породице живела је у Швајцарској.
Први светски рат је практично окончао већи део политичке моћи европских династија. Поморска каријера оца принцезе Алисе, принца Лудвига од Батенберга, пропала је на почетку рата због антинемачког расположења у Британији. На захтев краља Џорџа V, одрекао се хесенске титуле Принц од Батенберга и звања Његовог Височанства, 14. јула 1917. године, и англизирао породично име у Маунтбатен. Следећег дана, краљ га је поставио за маркиза од Милфорд Хејвена. Следеће године, две Алисине тетке, руску царицу Александру Фјодоровну и велику кнегињу Јелисавету Фјодоровну, убили су бољшевици, након Руске револуције. На крају рата руско, немачко и аустроугарско царство су пала, а стриц принцезе Алисе, Ернест Луј, велики војвода од Хесена, је свргнут.
Након Константинове рестаурације 1920. године, принц и принцеза су се накратко вратили у Грчку, настанивши се на Крфу у Мон Репосу. Међутим, након пораза хеленске војске у грчко-турском рату, Револуционарни комитет под вођством пуковника Николаоса Пластираса и Стилианоса Гонатаса преузео је власт и поново присилио краља Константина у изгнанство. Принц Андреј, који је током рата био командант Другог армијског корпуса, ухапшен је. Неколико бивших министара и генерала ухапшених у исто време је стрељано после кратког суђења. Андреј је са Крфа пребачен у Атину, где је након неколико дана касније одржано суђење којим је проглашен кривим за злочине за које се терети. Као олакшавајућа околност препознато је потпуно одсуство војног искуства, због чега је, уместо стрељања, осуђен на доживотну казну затвора. изгнанством из земље. Принц и принцеза, и њихова деца побегли су из Грчке на британску крстарицу HMS Calypso под заштитом британског поморског аташеа, команданта Џералда Талбота. Настанили су се у малој кући у Сен Клуу на периферији Париза, коју им је дала на коришћење принцеза Мари Бонапарта, жена Андрејовог брата Џорџа.

## Болест
Настањени на периферији Париза, принцеза Алиса се посветила добротворном раду и помагању грчким избеглицама. Постала је дубоко религиозна и прешла у Грчку православну цркву, октобра 1928. године. Те зиме је на енглески превела списе свог мужа о његовим акцијама током грчко-турског рата. Убрзо након тога, почела је да тврди да прима поруке од Бога и да има исцелитељске моћи.
Године 1930. принцеза Алиса је почела да се понаша веома узнемирено и тврдила је да је у контакту са Христом и Будом. Дијагностикивана јој је параноидна схизофренија, прво од стране специјалисте психијатра Томаса Роса, а потом и од Сер Мориса Крејга, који је лечио будућег краља Џорџа VI пре него што се подвргнуо логопедској терапији. Дијагноза је потврђена у санаторијуму Ернста Симела у Тегелу, у Берлину. Принцеза је насилно измештена из породице и смештена у санаторијум Лудвига Бинсвангера у Кројцлингену, у Швајцарској. У том периоду, то је била позната и реномирана установа са неколико познатих пацијената, укључујући Васлава Нижинског, балетана и кореографа, који је био тамо у исто време када и принцеза Алиса. Бинсвангер је принцези такође дијагностиковао шизофренију. И он и Симел су се консултовали са Зигмундом Фројдом, који је веровао да су њене заблуде резултат сексуалне фрустрације. Препоручио је „рендгенско снимање њених јајника како би се убио њен либидо”. Принцеза Алиса је протестовала да је здрава и више пута је покушавала да побегне.
Током дугог опоравка принцезе, у њеној породици десиле су се велике промене. Она и принц су се раздвојили а све њене ћерке удале су се за немачке принчеве у периоду 1930. и 1931. године. Она није присуствовала ни једном венчању. Њен син, принц Филип је отишао у Уједињено Краљевство да живи код својих ујака, лорда Луиса Маунтбатена и Џорџ Маунтбатена, 2. маркиза од Милфорд Хејвена, и његова бака, удовка маркиза из Милфорд Хејвена.
Принцеза Алиса остала је у Кројцлингену две године, али је након кратког боравка на клиници у Мерану у северној Италији пуштена и започела је анонимна путовања по Европи. Одржавала је контакт са својом мајком, али је прекинула везе са остатком своје породице све до краја 1936. године. Године 1937. њена ћерка Цецилија, њен зет Георг и двоје њених унука погинули су у ваздушној несрећи у Остенде. Принц и принцеза срели су се први пут после шест година на сахрани, којој је присуствовао и принц Филип и лорд Луис Маунтбатен. Наставила је контакт са својом породицом, а 1938. вратила се у Атину где је наставила са добротворним радом, док је живела у двособном стану у близини музеја Бенаки.

## Други светски рат
Током Другог светског рата, принцеза Алиса је била у незавидној ситуацији. Њени зетови били су на немачкој страни а син у британској краљевској морнарици. Њен рођак, принц Виктор фон Ербах-Шенберг, био је немачки амбасадор у Грчкој све до окупације Атине од стране сила Осовине у априлу 1941. године. Она и њена снаја, принцеза Елена, живеле су у Атини за време рата, док је већина грчке краљевске породице остала у егзилу у Јужној Африци. Из малог стана преселила се у центар Атине у троспратну кућу свог зета Ђорђа. Током ратног периода, радила је за црвени крст и помагала у организовању народних кухиња. Под изговором да одлази да посети сестру, принцезу Луизу, путује у Шведску како би донела медицинске залихе. Такође, организовала је два склоништа за изгубљену децу и децу без родитеља.
Окупаторске снаге су очигледно претпостављале да је принцеза Алиса пронемачки орјентисана, пошто је један од њених зетова, принц Кристоф од Хесена, био члан НСДАП-а и Вафен-СС-а, а други, Бертолд, маркгроф од Бадена, био је инвалид немачке војске након рањавања у Француској, 1940. године. Ипак, када ју је посетио немачки генерал који ју је питао да ли може нешто да учини за њу, она је одговорила: „Можеш да изведеш своје трупе из моје земље“.
Након пада италијанског диктатора Бенита Мусолинија у септембру 1943. године, немачка војска је окупирала Атину, где је део грчких Јевреја потражила уточиште. Већина (око 60.000 од укупно 75.000 становника) Јевреја депортовано је у нацистичке концентрационе логоре, где су сви, осим њих 2.000, умрли. Током овог периода, принцеза Алиса је сакрила јеврејску удовицу Рејчел Коен и двоје од њених петоро деце, који су покушали да избегну Гестапо и депортацију у логоре смрти. Године 1913. Рејчелин муж, Хаимаки Коен, помагао је грчком краљу Џорџу I. Заузврат, краљ Џорџ му је понудио било коју услугу у његовој моћи ако икада Коену затреба. Годинама касније, током нацистичке претње, Коенов син се сетио овога и обратио се принцези Алиси, која је, са принцезом Николасом, била једна од само два преостала члана краљевске породице која су остала у Грчкој. Принцеза је испоштовала обећање и спасила породицу Коен.
Када је Атина ослобођена у октобру 1944. године, Харолд Макмилан је посетио принцезу Алису и записао да „живи у скромним, да не кажем у помало бедним условима“. У писму свом сину признала је да у последњој недељи пре ослобођења није јела ништа осим хлеба и путера, а да месо није окусила неколико месеци. Почетком децембра ситуација у Атини била је далеко од побољшања; Комунистички герилци (ЕЛАС) су се борили против Британаца за контролу над главним градом. У јеку борби, принцеза Алиса је обавештена да је њен муж умро, баш када су се расле наде у послератно поновно окупљање пара. Принц и принцеза се нису видели од 1939. године. Током борби, на противљење Британаца, она је инсистирала да шета улицама и дели оброке полицајцима и деци супротно наредби о полицијском часу. На упозорење да јој прети опасност да је погоди залутали метак, одговорила је: „Кажу ми да не чујеш пуцањ који те убија, а ја сам у сваком случају глува. Па, зашто да бринеш о томе?”

## Удовиштво
Априла 1947, принцеза Алиса, вратила се у Лондон, као принцеза Алиса, како би присуствовала венчању њеног јединог сина Филипа, заказаном за новембар те године. Имала је нешто мало од својих преосталих драгуља, те је један од дијаманата послужио за прављење вереничког прстена принцези Елизабети, старијом ћерком и наследницом краља Џорџа VI. На дан венчања, краљ је прогласио Филипа за војводу од Единбурга. Венчање је одржано у Вестминстерској опатији, а принцеза Алиса је седела на северној страни, наспрам краљице Елизабете и краљице Марије, представљајући младожењину породицу. Филипове сестре нису позване на венчање због антинемачког расположења у Британији након Другог светског рата.
Јануара 1949. године, принцеза Алиса је основала сестрински ред грчких православних монахиња, хришћанско сестринство Марте и Марије, по узору на манастир који је њена тетка, велика кнегиња Јелисавета Фјодоровна, основала у Русији 1909. године. У покушају да прикупи средства за свој рад, организовала је две турнеје по Сједињеним Америчким Државама 1950. и 1952. године. Њена мајка је била збуњена њеним поступцима питајући се: „Шта можете рећи о монахињи која пуши и игра канасту?”. Алисина снаја, принцеза Елизабета, постала је краљица краљевства Комонвелта 1952. године што ју је поново довело у Лондон на крунисању 1953. године.
Импресионирана принцезиним интересовањем за индијску религију и њену духовност, раџа Амрит Каур позвала је принцезу Алису у посети Индији. Путовање је изненада прекинуто након што се Алиса изненада разболела. Њена снаја, Едвина Маунтбатен, грофица од Бурме, која је случајно пролазила кроз Делхи на сопственој турнеји, морала је да изглади односе са индијским домаћинима који су остали затечен због изненадне промене планова принцезе Алисе. Алиса је касније тврдила да је имала искуство изласка из тела, те да је зато морала да промени планове. Едвина је наставила своју турнеју и преминула следећег месеца.
Све слабијег здравља, принцеза Алиса је послењи пут напустила грчку након пуковничког удара 21. априла 1967. године. Краљица Елизабета II и принц Филип позвали су принцезу да се трајно настани у Бакингемској палати у Лондону. Краљ Константин II и краљица Ана-Марија од Грчке отишли су у изгнанство тог децембра након неуспелог ројалистичког контра-пуча.

## Смрт и сахрана
Последњих година свога живота, принцеза Алиса је била физички слаба и сенилна. Преминула је 5. децембра 1963. године у Бакингемској палати. Иза себе није оставила готово ништа, јер је за живота поделила шта је имала. Првобитно, сахрањена је у капели Светог Ђорђа у Виндзорском замку, 10. децембра 1969. године. За живота је изразила жељу да буде сахрањена у манастиру Свете Марије Магдалене у Гетсиманију на Маслиновој гори, у Јерусалиму где је почивала њена тетка велика кнегиња Јелисавета Фјодоровна, руска светитељка. Када се њена ћерка Софија пожалила на ову жељу јер би гроб био далеко за посећивање, принцеза Алиса се шалила, говорећи: „Глупости, аутобуска линија је савршена!” Ова жеља остварена је 3. августа 1988. године, када су њени остаци пренети у крипту испод јерусалимске цркве.
Принц Филип и принцеза Софија, посетили су Јад Вашем, како би присуствовали церемонији на којој је њихова мајка постхумно одликована одликовањем Праведници међу народима, 31. октобра 1994. године. О мајчином скривању јеврејске породице током Другово светског рата, принц Филип је рекао: „Сумњам да јој је некада падало на памет да је њен поступак на било који начин посебан. Она је била особа са дубоком религиозном вером и сматрала би да је то сасвим природно људска реакција на друга бића у невољи.” Године 2010. британска влада јој је доделила признање Хероја холокауста.

## Титуле и почасти

### Титуле
- 25. фебруар 1885 – 6. октобар 1903: Њено Височанство принцеза Алиса од Батенберга[57]
- 6. октобар 1903 – 5. децембар 1969: Њено Краљевско Височанство принцеза Алиса од Грчке и Данске[57]
- Од 1949. до своје смрти, понекад је била позната као игумана Алиса-Елизабета[46]

### Почасти
- Дама Ордена златног лава, 7. октобар1903.[58]
- Дама Великог крста ордена Св. Олге и Софије[59]
- Краљевски црвени крст, 1913.
- Дама ордена краљице Марије Лујзе, 9. април1928.[60]

Постхумно:
- Праведни међу народима, 1993.
- Британски херој холокауста, 2010.

## Потомци
| Име                | Рођење          | Смрт               | Брак                                           | Брак                             | Њихова деца |
| Име                | Рођење          | Смрт               | Датум                                          | Супружник                        | Њихова деца |
| ------------------ | --------------- | ------------------ | ---------------------------------------------- | -------------------------------- | --- |
| Принцеза Маргарита | 18. април 1905. | 24. април 1981.    | 20. април 1931. удовица од 11. мај 1960.       | Готфрид од Хоенлое-Лангенбурга   | - Крафт, принц од Хоенлое-Лангенбурга, - принцеза Беатрикс, - принц Георг Андреас, - принц Рупрехт, - принц Албрехт                                      |
| Принцеза Теодора   | 30. мај 1906.   | 16. октобар 1969.  | 17. август 1931. удовица од 27. октобра 1963.  | Бертолд, маркгроф од Бадена      | - принцеза Маргарита од Бадена - Максимилијан, маркгроф од Бадена - Принц Лудвиг                                                                         |
| Принцеза Сесилија  | 22. јун 1911.   | 16. новембар 1937. | 2. фебруар 1931.                               | Џорџ Дамстард, војвода од Хесенa | - Принц Лудвиг - Принц Александар - Принцеза Џоана |
| Принцеза Софија    | 26. јун 1914.   | 24. новембар 2001. | 15. децембар 1930. удовица од 7. октобра 1943. | Принц Кристоф од Хесена          | - Принцеза Кристина Маргарета од Хесена - Принцеза Доротеја од Хесена - Принц Карл од Хесена - Принц Рајнер од Хесена - Принцеза Клариса Алиса од Хесена |
| Принцеза Софија    | 26. јун 1914.   | 24. новембар 2001. | 23. април 1946.                                | Принц Џорџ Вилијам од Хановера   | - Принц Велф Ернст од Хановера - Принц Георг од Хановера - Принцеза Фридерика од Хановераr                                                               |
| Принц Филип        | 10. јун 1921.   | 9. април 2021.     | 20. новембар 1947.                             | Елизабета II                     | - Чарлс III - Принцеза Ана - Принц Ендру - Принц Едвард                                                                                                  |

## Породично стабло
|  |                                                |  |  |  |  |  |  |  |  |  |  |  |  |  |  |  |
|  | 8. Лудвиг II, велики војвода од Хесена и Рајне |  |  |  |  |  |  |  |  |  |  |  |  |  |  |  |
|  |                                                |  |  |  |  |  |  |  |  |  |  |  |  |  |  |  |
|  |                                                |  |  |  |  |  |  |  |  |  |  |  |  |  |  |  |
|  | 4. Александар од Хесена и Рајне (1823—1888)    |  |  |  |  |  |  |  |  |  |  |  |  |  |  |  |
|  |                                                |  |  |  |  |  |  |  |  |  |  |  |  |  |  |  |
|  |                                                |  |  |  |  |  |  |  |  |  |  |  |  |  |  |  |
|  | 9. Вилхелмина Баденска                         |  |  |  |  |  |  |  |  |  |  |  |  |  |  |  |
|  |                                                |  |  |  |  |  |  |  |  |  |  |  |  |  |  |  |
|  |                                                |  |  |  |  |  |  |  |  |  |  |  |  |  |  |  |
|  | 2. Лудвиг Александар од Батенберга             |  |  |  |  |  |  |  |  |  |  |  |  |  |  |  |
|  |                                                |  |  |  |  |  |  |  |  |  |  |  |  |  |  |  |
|  |                                                |  |  |  |  |  |  |  |  |  |  |  |  |  |  |  |
|  | 10. Ханс Мориц Хауке                           |  |  |  |  |  |  |  |  |  |  |  |  |  |  |  |
|  |                                                |  |  |  |  |  |  |  |  |  |  |  |  |  |  |  |
|  |                                                |  |  |  |  |  |  |  |  |  |  |  |  |  |  |  |
|  | 5. Јулија, принцеза од Батенберга              |  |  |  |  |  |  |  |  |  |  |  |  |  |  |  |
|  |                                                |  |  |  |  |  |  |  |  |  |  |  |  |  |  |  |
|  |                                                |  |  |  |  |  |  |  |  |  |  |  |  |  |  |  |
|  | 11. Софи Лафонтен                              |  |  |  |  |  |  |  |  |  |  |  |  |  |  |  |
|  |                                                |  |  |  |  |  |  |  |  |  |  |  |  |  |  |  |
|  |                                                |  |  |  |  |  |  |  |  |  |  |  |  |  |  |  |
|  | 1. Алиса од Батенберга                         |  |  |  |  |  |  |  |  |  |  |  |  |  |  |  |
|  |                                                |  |  |  |  |  |  |  |  |  |  |  |  |  |  |  |
|  |                                                |  |  |  |  |  |  |  |  |  |  |  |  |  |  |  |
|  | 12. Карл од Хесена и Рајне                     |  |  |  |  |  |  |  |  |  |  |  |  |  |  |  |
|  |                                                |  |  |  |  |  |  |  |  |  |  |  |  |  |  |  |
|  |                                                |  |  |  |  |  |  |  |  |  |  |  |  |  |  |  |
|  | 6. Лудвиг IV, велики војвода од Хесена и Рајне |  |  |  |  |  |  |  |  |  |  |  |  |  |  |  |
|  |                                                |  |  |  |  |  |  |  |  |  |  |  |  |  |  |  |
|  |                                                |  |  |  |  |  |  |  |  |  |  |  |  |  |  |  |
|  | 13. Елизабета од Пруске                        |  |  |  |  |  |  |  |  |  |  |  |  |  |  |  |
|  |                                                |  |  |  |  |  |  |  |  |  |  |  |  |  |  |  |
|  |                                                |  |  |  |  |  |  |  |  |  |  |  |  |  |  |  |
|  | 3. Викторија од Хесена и Рајне                 |  |  |  |  |  |  |  |  |  |  |  |  |  |  |  |
|  |                                                |  |  |  |  |  |  |  |  |  |  |  |  |  |  |  |
|  |                                                |  |  |  |  |  |  |  |  |  |  |  |  |  |  |  |
|  | 14. Алберт од Сакс-Кобург и Гота               |  |  |  |  |  |  |  |  |  |  |  |  |  |  |  |
|  |                                                |  |  |  |  |  |  |  |  |  |  |  |  |  |  |  |
|  |                                                |  |  |  |  |  |  |  |  |  |  |  |  |  |  |  |
|  | 7. Алиса од Велике Британије                   |  |  |  |  |  |  |  |  |  |  |  |  |  |  |  |
|  |                                                |  |  |  |  |  |  |  |  |  |  |  |  |  |  |  |
|  |                                                |  |  |  |  |  |  |  |  |  |  |  |  |  |  |  |
|  | 15. Викторија Хановерска                       |  |  |  |  |  |  |  |  |  |  |  |  |  |  |  |
|  |                                                |  |  |  |  |  |  |  |  |  |  |  |  |  |  |  |
|  |                                                |  |  |  |  |  |  |  |  |  |  |  |  |  |  |  |